# Krajalnica

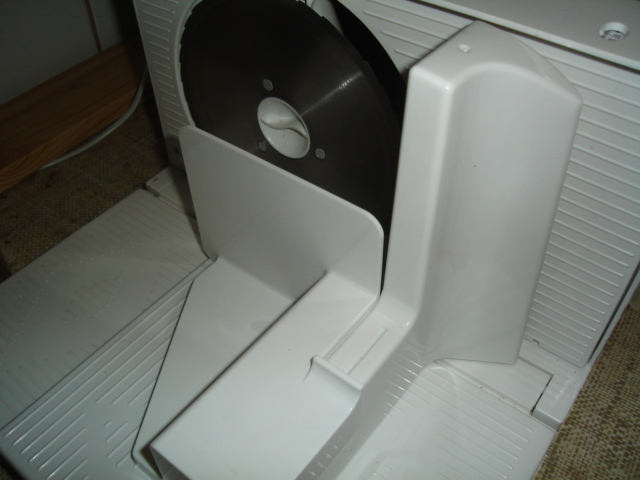
Typowa współczesna domowa krajalnica

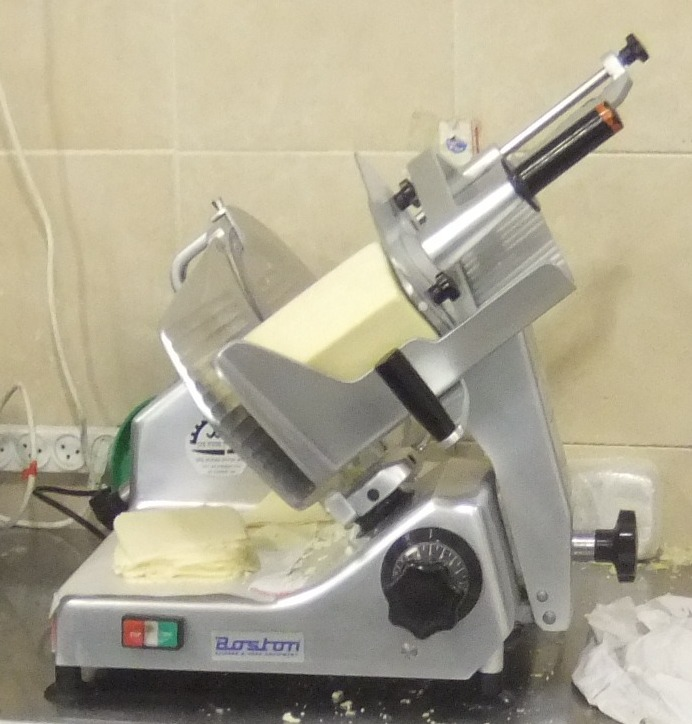
Krajalnica do serów

Krajalnica – urządzenie służące do krojenia produktów spożywczych (chleba, wędlin). Narzędziem tnącym jest ostra, wolnoobrotowa tarcza. Krajalnica posiada prowadnicę umożliwiającą krojenie plastrów równej grubości. Większość krajalnic ma regulowaną grubość cięcia ustawianą pokrętłem. Uruchamiana jest zazwyczaj, dla zapewnienia bezpieczeństwa użytkownika, dwoma lub więcej przyciskami umiejscowionymi tak, by utrudnić ich naciśnięcie przez dzieci, co ma zapobiec ich okaleczeniu.